# 30886 Hayashitadashi
30886 Hayashitadashi è un asteroide della fascia principale. Scoperto nel 1992, presenta un'orbita caratterizzata da un semiasse maggiore pari a 2,685729 UA e da un'eccentricità di 0,210104, inclinata di 14,016950° rispetto all'eclittica. Ha un periodo di rotazione di 344,741 ore.
Fa parte della famiglia di asteroidi Eunomia.